# Dependent Records
Dependent Records is een onafhankelijk Duits label gespecialiseerd in aggrotech, electro-industrial en futurepop. Het label is opgericht in januari 1999 na een breuk tussen  Off Beat en Stefan Herwig, een van de managers van het label. Dependent werd opgericht samen met Eskil Simonsson (Covenant), Johan Van Roy (Suicide Commando), Bryan Erickson (Velvet Acid Christ) en Ronan Harris (VNV Nation).
Bands die onder contract staan bij het label:
- Apoptygma Berzerk
- Covenant
- Dismantled
- Flesh Field
- Fractured
- Girls Under Glass
- Ivory Frequency
- Klinik
- mind.in.a.box
- Pride And Fall
- Rotersand
- Seabound
- Suicide Commando
- Velvet Acid Christ
- VNV Nation